# 劉玘 (永樂進士)
劉玘，廣東潮州府潮阳县人，明朝政治人物、进士出身。

## 生平
永樂十五年（1417年）丁酉科廣東鄉試第一名舉人。永樂十九年，登进士，任兵部主事。